# Leucosticte
Leucosticte és un dels gèneres d'ocells de la família dels fringíl·lids (Fringillidae).

## Taxonomia
Segons la classificació del Congrés Ornitològic Internacional (versió 15.1, 2025), aquest gènere està format per 6 espècies:
- Pinsà muntanyenc de Hodgson (Leucosticte nemoricola Hodgson, 1836)
- Pinsà muntanyenc de Brandt (Leucosticte brandti Bonaparte, 1850)
- Pinsà muntanyenc oriental (Leucosticte arctoa Pallas, 1811)
- Pinsà muntanyenc capgrís (Leucosticte tephrocotis Swainson, 1832)
- Pinsà muntanyenc negre (Leucosticte atrata Ridgway, 1874)
- Pinsà muntanyenc capbrú (Leucosticte australis Ridgway, 1874)